# پاتالوم
پاتالوم (به مجاری:  Patalom) یک منطقهٔ مسکونی در مجارستان است که در ناحیه کاپوشوار واقع شده‌است. پاتالوم ۶٫۶۸ کیلومتر مربع مساحت و ۳۲۰ نفر جمعیت دارد.